# (4931) Tomsk
(4931) Tomsk est un astéroïde de la ceinture principale.

## Description
(4931) Tomsk est un astéroïde de la ceinture principale. Il fut découvert le 11 février 1983 à La Silla par Henri Debehogne et Giovanni de Sanctis. Il présente une orbite caractérisée par un demi-grand axe de 2,58 UA, une excentricité de 0,28 et une inclinaison de 23,2° par rapport à l'écliptique.

## Compléments